# Garzê
Garzê (chiń. 甘孜藏族自治州, hanyu pinyin: Gānzī Zàngzú Zìzhìzhōu; tyb. དཀར་མཛེས་བོད་རིགས་རང་སྐྱོང་ཁུལ་, Wylie dkar mdzes bod rigs rang skyong khul, ZWPY Garzê Poirig Ranggyong Kü) – tybetańska prefektura autonomiczna w Chinach, w prowincji Syczuan. 
Siedzibą władz prefektury jest Kangding. W 1999 roku liczyła 876 297 mieszkańców.

## Podział administracyjny
Prefektura autonomiczna Garzê podzielona jest na:
- miasto: Kangding
- 17 powiatów: Luding, Danba, Jiulong, Yajiang, Dawu, Luhuo, Garzê, Xinlong, Dêgê, Baiyü, Sêrxü, Sêrtar, Litang, Batang, Xiangcheng, Daocheng, Dêrong.